# Rainbow Warrior (schip, 1955)

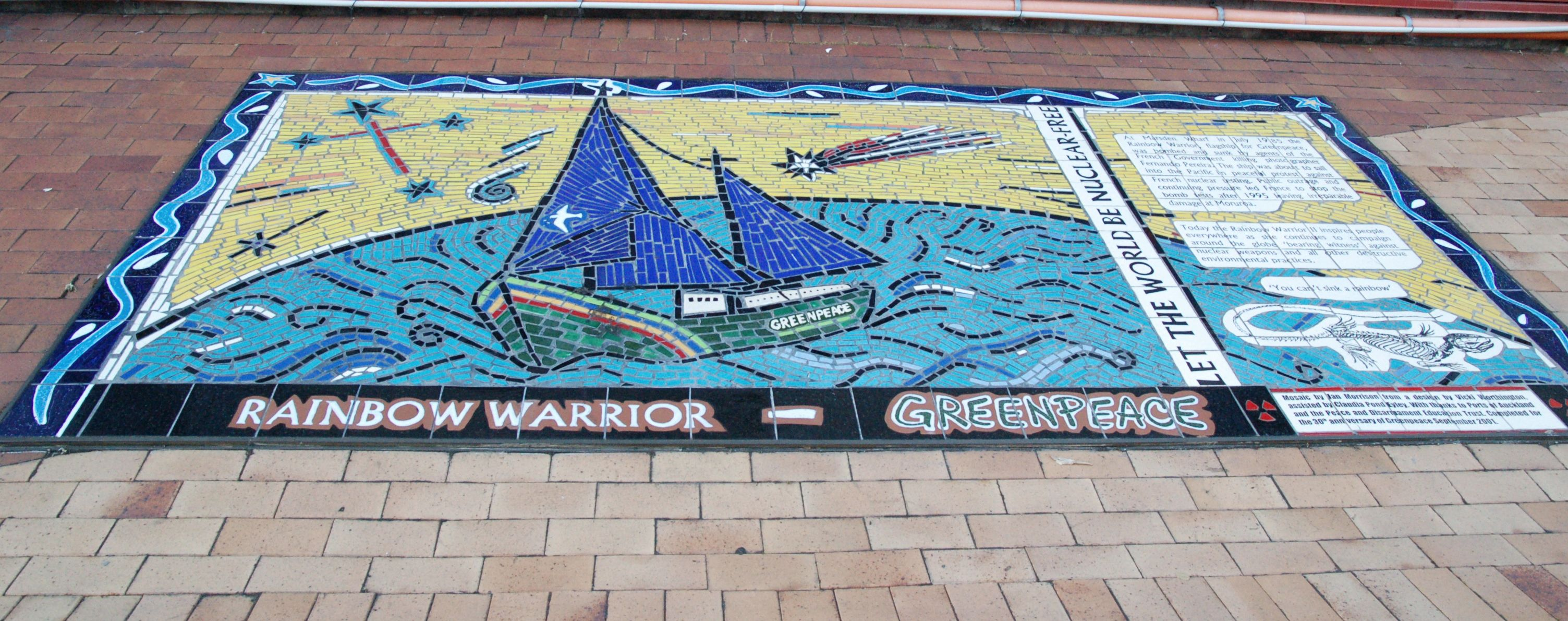
Gedenkteken voor de Rainbow Warrior, net buiten de haven van Auckland

De Rainbow Warrior was het Nederlandse vlaggenschip van de milieuorganisatie Greenpeace, dat in de haven van Auckland, Nieuw-Zeeland door de Franse geheime dienst tot zinken werd gebracht.

## Geschiedenis
Het schip werd in 1955 te water gelaten en gedoopt onder de naam Sir William Hardy. Het werd tot 1977 gebruikt door het Britse ministerie van Landbouw, Visserij en Voedsel.
In 1977 werd het schip gekocht door Greenpeace. Deze organisatie zette het in om te protesteren tegen walvisvaart, zeehondenjacht en kernproeven in de Grote Oceaan. In 1981 werd de motor vervangen en in 1985 werden zeilen aangebracht.
In 1985 hield de Franse regering kernproeven op Moruroa, een atol in Frans Polynesië. De Rainbow Warrior lag op 10 juli 1985 in de haven van Auckland om een protestvloot te leiden die richting Moruroa zou gaan varen. Later die dag ontploften twee bommen aan boord. Een eerste van 5 kg ontplofte en een tweede van 15 kg ontplofte 5 minuten later. De bommen sloegen een groot gat in de romp, waardoor de Rainbow Warrior snel zonk. Op een na konden de opvarenden veilig aan land komen. Fernando Pereira, een Nederlandse fotograaf van Portugese afkomst, verdronk toen hij na de eerste ontploffing en voor de tweede ontploffing zijn fotomateriaal probeerde te redden uit zijn hut.

## Operatie Satanique
De aanslag werd uitgevoerd door agenten van de inlichtingendienst (DGSE) onder de naam Operation Satanique. De agenten waren verdeeld in drie teams. 
1. Het eerste team bestond uit Dominique Prieur en Alain Mafart, die zich voordeden als het Zwitsers echtpaar 'Turenge'. Zij waren verantwoordelijk voor de verkenning en de logistiek.
2. Het tweede team bestond uit de bemanning van het jacht Ouvea en was verantwoordelijk voor het binnenbrengen van de mijnen die gebruikt werden.
3. Het derde team bestond uit de duikers die de mijnen bevestigden. Gérard Royal (broer van Ségolène Royal), Jean Camas en Jean-Luc Kister

Aan boord van de Rainbow Warrior bevond zich een spionne, Christine Cabon, die zich onder de naam Frédérique Bonlieu bij Greenpeace had aangemeld om de Franse geheime dienst van informatie te voorzien.
De bemanning van Ouvea werd door de Nieuw-Zeelandse politie van betrokkenheid verdacht en daarvoor verhoord, maar alleen Prieur en Mafart werden gearresteerd en tot 10 jaar gevangenisstraf veroordeeld wegens dood door schuld en brandstichting. Ze waren op 12 juli om 9:00 gearresteerd op de luchthaven van Auckland toen ze hun gehuurde Toyota HiAce inleverden. Een waakzame burger vond hun gedrag verdacht en had het kenteken aan de politie doorgegeven. 
Hoewel zowel de verantwoordelijk minister van Defensie Charles Hernu als het hoofd van de DGSE Pierre Lacoste in september 1985 aftraden na de affaire, bleef de Franse regering elke betrokkenheid ontkennen. Pas in juli 2005 werd bekend dat de toenmalige Franse president François Mitterrand destijds zelf toestemming had gegeven voor de aanslag ondanks dat hij dit in het openbaar sterk had veroordeeld.
Nieuw-Zeeland weigerde in eerste instantie de beide Fransen uit te leveren. Na politieke druk vanuit Frankrijk, die onder andere bestond uit het dreigen met een veto op de invoer van Nieuw-Zeelandse producten in de EEG, mochten ze in juli 1986 Nieuw-Zeeland verlaten om hun straf in eigen land uit te zitten. Frankrijk onthaalde hen als helden, gaf hun de hoogste militaire onderscheiding, het Legion d'Honneur, en liet hen na een kort en licht huisarrest vrij.

## Na de aanslag

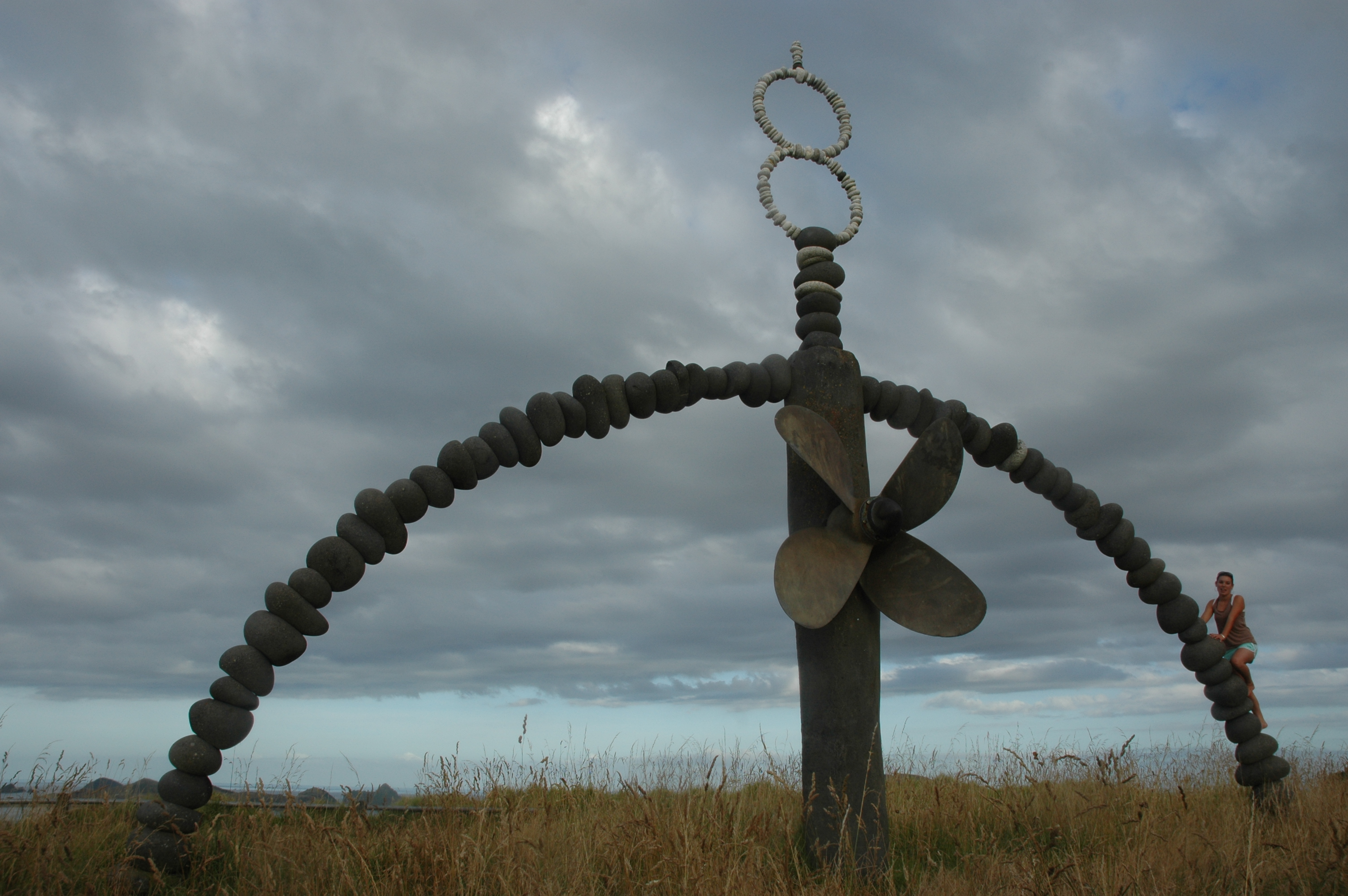
Rainbow Warrior Memorial (1988/90) van Chris Booth

De Rainbow Warrior zelf werd op 21 augustus 1985 weggesleept naar een haven voor forensisch onderzoek. Het schip was niet meer te redden en Greenpeace besloot het schip, nadat het naar eigen zeggen was ontdaan van giftige materialen, te laten zinken in de Matauribaai op de Cavalli-eilanden van Nieuw-Zeeland op 12 december 1987, om daar te fungeren als duikwrak en schuilplaats voor vissen. Het schip is nu bedekt met zeeanemonen.
In 1990 werd in de Matauribaai het Rainbow Warrior Memorial onthuld van de Nieuw-Zeelandse beeldhouwer Chris Booth.
Sinds 1987 beschikt Greenpeace over een nieuw vlaggenschip met dezelfde naam. Het schip wordt officieus ook wel de Rainbow Warrior II genoemd. Intussen is de Rainbow Warrior III in gebruik genomen.
In januari 2012 onthulde de Belgische krant De Morgen dat een van de leidende figuren achter de aanslag, Louis-Pierre Dillais, sinds 2005 directeur is van een Amerikaanse vestiging van FN Herstal, een wapenfabrikant die volledig in handen is van de Waalse overheid. Een woordvoerder van Greenpeace reageerde geschokt op dit nieuws.
Een bij de aanslag betrokken kikvorsman, Jean-Luc Kister, bood op 6 september 2015 op de nationale tv-zender van Nieuw-Zeeland zijn excuses aan voor de aanslag.
Een spionne genaamd Christine Cabon, die destijds was geïnfiltreerd bij Greenpeace en de Franse geheime dienst van informatie voorzag, werd in 2017 opgespoord maar wilde geen excuses maken.
Over de aanslag zijn een aantal films gemaakt.